# Krausellidae
De Krausellidae zijn een familie van uitgestorven kreeftachtigen uit de klasse van de Ostracoda (mosselkreeftjes).

## Geslacht
- Krausella Ulrich, 1894 †